# Oamaru
Oamaru ([ˌɒməˈruː]; em maori: Te Oha-a -Maru) é a maior cidade de Otago, na Ilha Sul da Nova Zelândia, e a principal cidade do Distrito de Waitaki. Fica a 80km ao sul de Timaru e a 120 km ao norte de Dunedin na costa do Pacífico. Oamaru é a 28ª maior área urbana na Nova Zelândia, e a terceira maior em Otago atrás de Dunedin e Queenstown. A cidade é a sede do distrito de Waitaki, que inclui as cidades vizinhas de Kurow, Weston, Palmerston e Hampden, que combinados têm uma população total de 23.200.
O nome Oamaru deriva da Māori e pode ser traduzido como 'o lugar de Maru'. A identidade de Maru permanece aberta a conjecturas.

## História
Existem alguns sítios arqueológicos importantes ao redor de Oamaru. Aqueles na foz do Rio Waitaki e em Awamoa ambos datam da fase arcaica (caçador de Moa) da cultura Māori, quando a população humana da Nova Zelândia se aglomerou ao longo do sul -costa leste por volta de 1100 DC. A distinta arte arcaica dos abrigos rochosos do Vale Waitaki data desse período, parte dela presumivelmente feita pelos ocupantes dessas regiões. A área também apresenta sítios clássicos e protoerozoicos posteriores a cerca de 1500 d.C., em Tamahaerewhenua, Tekorotuahheka, Te Punamaru, Papakaio e Kakanui.
Em 20 de fevereiro de 1770, James Cook no Endeavour alcançou uma posição muito próxima da foz de Waitaki e "cerca de 3 milhas [5 km] da costa", de acordo com para seu diário. Ele disse que a terra "aqui é muito baixa e plana e continua até a orla das colinas, que têm pelo menos 4 ou 5 milhas [6–8 km] de terra. Toda a face do país parece árida, nem vemos quaisquer sinais de habitantes." Ele ficou nesta parte da costa quatro dias. Sydney Parkinson, o artista da expedição, descreveu o que parece ser o Cabo Wanbrow, em Oamaru. No dia 20 de fevereiro escreveu “...estávamos perto do terreno, que formava uma vista agradável a olho nu. Os morros eram de altura moderada, possuindo planícies que se estendiam deles por um longo caminho, margeados por uma falésia rochosa perpendicular próxima para o mar."

Māori morava na área, e caçadores de focas visitou a costa em 1814. O Manuscrito do Credo, descoberto em 2003, registra:
Algumas pessoas [estiveram] ausentes em uma expedição festiva para encontrar um grande grupo de Taumutu, Akaroa, Orawenua [Arowhenua]. Eles estavam voltando. O barco [dos caçadores] passou para Bluff, 13 km ao norte de Moeraki, onde eles desembarcaram e arrumaram seu barco – e deitaram-se para dormir em seu barco. À noite, Pukuheke, pai de Te More, foi até o barco, encontrou-os dormindo e voltou para os outros nativos ao sul de Bluff. Eles foram com 100 [homens] matando 5 europeus e comendo-os. Dois dos sete escaparam na escuridão da noite e fugiram para Goodwood, Bobby's Head, depois de 2 dias e noites no caminho.
O grupo de Pukuheke matou e comeu estes também. O Pākehā, um grupo do Matilda, sob o comando do primeiro imediato Robert Brown com dois outros europeus e cinco lascars ou marinheiros indianos, totalizou oito, e não sete, como diz o manuscrito. Eles foram enviados em um barco aberto da Ilha Stewart em busca de um grupo de lascares fugitivos. Brown deve ter tido algum motivo para procurá-los na costa norte de Otago.
Após o saque, estabeleceram-se em Kakaunui (Kakanui), e o território entre Pukeuri e Waianakarua, incluindo o local urbano de Oamaru, tornou-se seu domínio.
Edward Shortland visitou a área em 1844, vindo por terra de Waikouaiti. No dia 9 de janeiro ele registrou “Nosso caminho hoje foi ora ao longo da beira de uma falésia baixa, ora ao longo da praia, até nos aproximarmos da ponta de Oamaru, onde virava para o interior, e cruzava uma cadeia baixa de colinas, de onde olhávamos. uma extensa planície… À tarde, subimos uma cadeia de colinas chamada Pukeuri, separando esta planície de outra mais extensa. O céu estava tão notavelmente claro que, do ponto mais alto do caminho, Moeraki estava distintamente à vista...” Ele fez um mapa e colocou Oamaru nele. Ele foi um dos vários europeus que passaram pela região a pé na década de 1840. James Saunders tornou-se o primeiro residente europeu do distrito algum tempo antes de 1850, quando se estabeleceu para negociar entre os Māori da foz do rio Waitaki.
Mais colonos europeus chegaram à área de Oamaru na década de 1850. Hugh Robison construiu e viveu em uma cabana de grama perto de Oamaru Creek em 1853 enquanto estabelecia sua  corrida de ovelhas. JT Thomson pesquisou o local como uma cidade em 1859, e o Governo provincial de Otago declarou "centenas" lá em 30 de novembro de 1860. A cidade cresceu como um centro de serviços para o interior agrícola/pastoral entre o  Montanhas Kakanui e o Rio Waitaki, e rapidamente se tornou um importante porto. Um impulso foi dado por obras públicas, incluindo o desenvolvimento portuário, e um comércio de exportação de lã e grãos a partir da década de 1860. Após a perda de vários navios ao largo da costa, a construção de um quebra-mar projetado pelo engenheiro John McGregor começou em 1871.
Um fator importante na quase falência da cidade foi a construção da Oamaru Borough Water Race, um aqueduto concluído após três anos de trabalho em 1880. Este grande feito de engenharia substituiu o anterior abastecimento de água deficiente (obtido no riacho local que atravessa a cidade) por água pura abundante (e energia para máquinas industriais movidas por motor hidráulicodo rio Waitaki e conduziu água em um canal aberto por quase 50 km através de terras agrícolas montanhosas de Kurow até o reservatório de Oamaru em Ardgowan, até ser desativada e abandonada em 1983. Hoje, grande parte da antiga infraestrutura ainda está intacta e pode ainda ser rastreado.
O desenvolvimento desacelerou, exceto alguns anos na década de 1920 e na década de 1950, mas a população continuou a crescer até a década de 1970. Com o encerramento do porto, a economia local começou a estagnar e a Nova Zelândia passou então por uma reestruturação económica radical em meados da década de 1980 - conhecida como "Rogernomics". North Otago foi então atingido por duas secas de 1988 a 1989 e novamente de 1997 a 1999. Oamaru foi duramente atingido. Em resposta, começou a reinventar-se, tornando-se uma das primeiras cidades da Nova Zelândia a perceber que o seu património construído era uma vantagem.
Um museu de arte público, a Forrester Gallery, inaugurado em 1983 o Bank of New South Wales de Lawson. Também ocorreu a restauração de outros edifícios. O Oamaru Whitestone Civic Trust foi formado em 1987 com a visão de reconstruir o distrito comercial e empresarial original do porto de Oamaru e das ruas Tyne, e começaram os trabalhos de restauração do recinto histórico ao lado do porto, talvez a área urbana mais atmosférica da Nova Zelândia. No início do século 21, o "patrimônio" tornou-se uma indústria notável e em 2014, o número de edifícios de propriedade do Oamaru Whitestone Civic Trust cresceu dos oito originais para 17.

## Clima
| Dados climatológicos para Oamaru (1981–2010) | Dados climatológicos para Oamaru (1981–2010) | Dados climatológicos para Oamaru (1981–2010) | Dados climatológicos para Oamaru (1981–2010) | Dados climatológicos para Oamaru (1981–2010) | Dados climatológicos para Oamaru (1981–2010) | Dados climatológicos para Oamaru (1981–2010) | Dados climatológicos para Oamaru (1981–2010) | Dados climatológicos para Oamaru (1981–2010) | Dados climatológicos para Oamaru (1981–2010) | Dados climatológicos para Oamaru (1981–2010) | Dados climatológicos para Oamaru (1981–2010) | Dados climatológicos para Oamaru (1981–2010) | Dados climatológicos para Oamaru (1981–2010) |
| Mês                                          | Jan                                          | Fev                                          | Mar                                          | Abr                                          | Mai                                          | Jun                                          | Jul                                          | Ago                                          | Set                                          | Out                                          | Nov                                          | Dez                                          | Ano                                          |
| -------------------------------------------- | -------------------------------------------- | -------------------------------------------- | -------------------------------------------- | -------------------------------------------- | -------------------------------------------- | -------------------------------------------- | -------------------------------------------- | -------------------------------------------- | -------------------------------------------- | -------------------------------------------- | -------------------------------------------- | -------------------------------------------- | -------------------------------------------- |
| Temperatura máxima média (°C)                | 23,1                                         | 23,7                                         | 22,4                                         | 20,1                                         | 17,7                                         | 15,5                                         | 14,7                                         | 15,1                                         | 16,5                                         | 17,8                                         | 19,5                                         | 21,6                                         | 37,7                                         |
| Temperatura média (°C)                       | 15,1                                         | 14,9                                         | 13,5                                         | 10,9                                         | 8,5                                          | 6,2                                          | 5,5                                          | 6,6                                          | 8,6                                          | 10,2                                         | 11,9                                         | 14,0                                         | 10,4                                         |
| Temperatura mínima média (°C)                | 10,7                                         | 10,5                                         | 8,9                                          | 6,2                                          | 3,7                                          | 1,3                                          | 0,4                                          | 1,7                                          | 3,4                                          | 5,3                                          | 7,2                                          | 9,6                                          | −4,3                                         |
| Dias com precipitação (≥ 1 mm)               | 50,4                                         | 47,6                                         | 39,7                                         | 44,0                                         | 44,6                                         | 42,8                                         | 42,3                                         | 45,8                                         | 31,5                                         | 39,5                                         | 47,7                                         | 53,3                                         | 136,1                                        |
| Umidade relativa (%)                         | 79,3                                         | 79,8                                         | 80,3                                         | 83                                           | 85,8                                         | 89,8                                         | 88,9                                         | 86,2                                         | 81,3                                         | 78,5                                         | 77,2                                         | 77,6                                         | 82,3                                         |
| Fonte: NIWA                                  |                                              |                                              |                                              |                                              |                                              |                                              |                                              |                                              |                                              |                                              |                                              |                                              |                                              |

## Demografia
Oamaru é descrito pela Statistics New Zealand como uma área urbana média, que cobre 20.21 km2. Antes do censo de 2023, Oamaru tinha um limite maior, cobrindo 21.46 km2. Usando esse limite, Oamaru tinha uma população de 13.107, um aumento de 801 pessoas (6,5%) desde 2013 e um aumento de 1.077 pessoas (9,0%) desde 2006. Havia 5.463 domicílios, compostos por 6.267 homens e 6.840 mulheres, dando uma proporção de sexo de 0,92 homens por mulher, com 2.328 pessoas (17,8%) com menos de 15 anos, 2.016 (15,4%) com 15 a 29 anos, 5.439 (41,5%) com idade 30 a 64 anos e 3.324 (25,4%) com 65 anos ou mais.
Embora algumas pessoas tenham optado por não responder à pergunta do censo sobre afiliação religiosa, 45,4% não tinham religião, 43,6% eram  cristões, 0,2% tinham  crenças religiosas Māori, 0,6% eram hindu, 0,4% eram  muçulmanos, 0,4% eram budistas e 1,6% tinham outras religiões.

## Atrações turísticas
Muitos edifícios públicos usam como material de construção o calcário local conhecido como pedra Oamaru. O distrito vitoriano na parte sul do principal distrito comercial de Oamaru é classificado como uma das paisagens urbanas mais impressionantes da Nova Zelândia devido aos muitos edifícios proeminentes do século XIX construídos deste material.
Vários edifícios históricos importantes na área centrados em torno da Harbour Street e da parte inferior da Thames Street foram preservados pelo Oamaru Whitestone Civic Trust como parte de um recinto histórico, incluindo a palladiana Basílica de São Patrício.
O tema vitoriano foi adotado por lojas e galerias locais. Há várias lojas de artes e artesanato, um museu de transportes, uma loja de móveis antigos e negócios tradicionais, como livrarias, lojas de roupas antigas. Muitos dos edifícios nesta área próxima ao porto servia como armazéns comerciais e lojas e agora oferece grandes espaços para galerias como a Forrester Gallery, a Grainstore Gallery.
A Totara Estate, antiga fazenda produtora de carne congelada, próxima a cidade, é um dos pontos turísticos da região.
Mais ao sul, fora da cidade, a praia recebe visita de pinguins de olhos amarelos atraindo diversos turistas. Os pinguins às vezes vivem sob edificações perto da praia.